# Léon Sasportas
Léon Sasportas, né le 21 janvier 1886 à Marseille et mort le 15 août 1948 dans la même ville, est un médecin et ethnologue français.

## Biographie

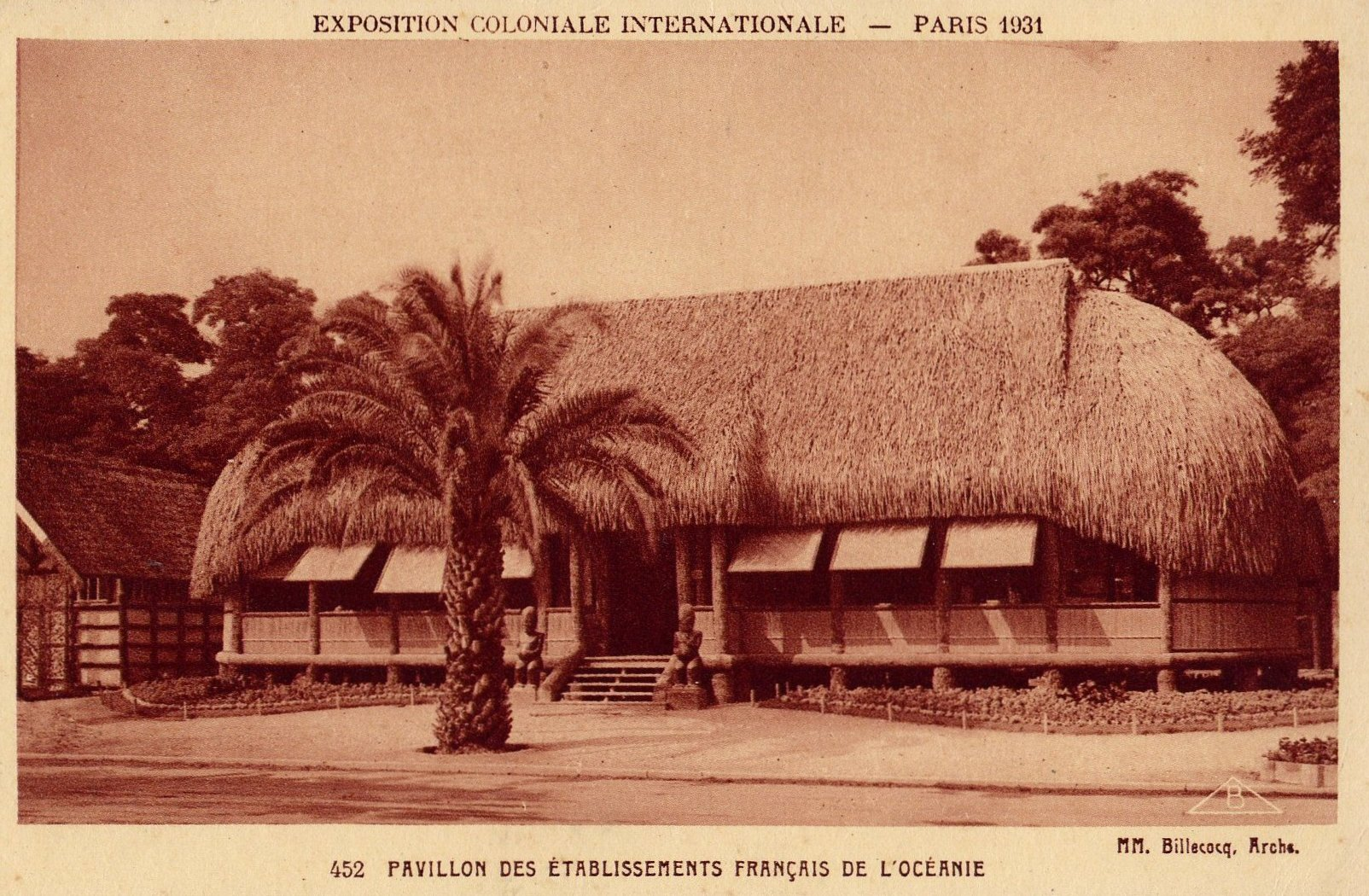
Le pavillon des Établissements français de l'Océanie lors de l'exposition coloniale internationale à Paris en 1931.

Il suit des études de médecine à Marseille puis à Paris. Il part au Mexique en 1913 où il exerce comme médecin aux mines de Boleo. Combattant pendant la Première Guerre mondiale, il est blessé dans les Vosges avant de servir au Chemin des Dames de 1916 à 1918, puis est rapatrié pour une nouvelle blessure. Il devient médecin du corps colonial aux îles Marquises, où il est également administrateur de l'archipel. Deux ans plus tard, il est envoyé à Papeete et dirige le service d'hygiène de Tahiti, dans les Établissements français de l'Océanie.
Léon Sasportas revient en France métropolitaine en 1928. Il est commissaire adjoint de l'exposition coloniale internationale et participe à l'aménagement du pavillon de Tahiti. En 1936, il est nommé directeur du service de santé à Alger en Algérie française. En 1939, revenu à Paris, il devient médecin directeur des assurances sociales et fonde la Revue du paludisme et de médecine tropicale. En 1936, il participe à la création de la première Société des océanistes avec Louis Marin.